# Scorpion Child
Scorpion Child es una banda de rock estadounidense formada en Austin, Texas en 2006 por el cantante Aryn Black y el guitarrista Chris Cowart. Han publicado dos álbumes de estudio hasta la fecha, Scorpion Child (2013) y Acid Roulette (2016).

## Historia
Desde su formación en 2006, Scorpion Child ha pasado por muchos cambios de personal, con el cantante Aryn Black y el guitarrista Chris Cowart como únicos miembros constantes. Firmaron un contrato con el sello independiente alemán Nuclear Blast y trabajaron con el productor nominado a los premios Grammy Chris "Frenchie" Smith en sus dos primeros álbumes. Su estilo ha sido comparado con el de bandas legendarias como Led Zeppelin, Uriah Heep, Rainbow y Black Sabbath. Sus miembros han citado otras bandas como Pentagram, Hairy Chapter y Lucifer's Friend como grandes influencias.
Scorpion Child lanzó su álbum debut homónimo en junio de 2013 con Black, Cowart, el guitarrista Tom Frank, el bajista Shaun Avants y el baterista Shawn Alvear en su alineación. El álbum alcanzó el número 31 en la lista Billboard Heatseekers y la canción "Polygon of Eyes" fue presentada como el sencillo de la semana en iTunes en junio de 2013.
Frank, Avants y Alvear dejaron la banda en 2014. Jon "The Charn" Rice, anteriormente en la banda de death metal Job for a Cowboy, se unió como baterista y Alec Padron tomó la posición de bajista. En lugar de reclutar un nuevo guitarrista rítmico, la banda agregó al tecladista AJ Vincent a principios de 2015. Esta formación lanzó el álbum Acid Roulette en junio de 2016. El álbum se destacó por ser más pesado y progresivo que su predecesor, gracias a los puntos fuertes de la nueva alineación, mientras que un crítico destacó el estilo de las guitarras como una mezcla entre Thin Lizzy y Iron Maiden. Acid Roulette alcanzó el número 19 en la lista de Billboard Heatseekers.
En 2017 el baterista Jon Rice dejó la banda y se reincorporó a Job for a Cowboy, y desde entonces ha estado de gira como baterista de sesión para Behemoth y Skeletonwitch. El bajista Alec Padron y el tecladista AJ Vincent también abandonaron la formación durante este período. A finales de 2018, Black y Cowart reformaron la banda con el guitarrista Asa Savage y el baterista Shawn Alvear, además del nuevo bajista Garth Condit.

## Miembros

### Actuales
- Aryn Jonathan Black – voz (2006–presente)
- Christopher Jay Cowart – guitarra, voz (2010–presente)
- Asa Savage – guitarra
- Garth D. Condit - bajo
- Shawn Paul Alvear – batería

### Anteriores
- Shaun Avants – bajo, voz
- Chris Hodge – guitarra, voz
- Jeremy Cruz – batería
- Dave Finner – guitarra
- Erick Sanger – bajo
- Jon "The Charn" Rice – batería (2014–2017)
- Alec Caballero Padron - bajo, voz (2014–2017)
- Aaron John "AJ" Vincent - órgano, teclados (2015–2017)
- Tom "The Mole" Frank – guitarra, voz

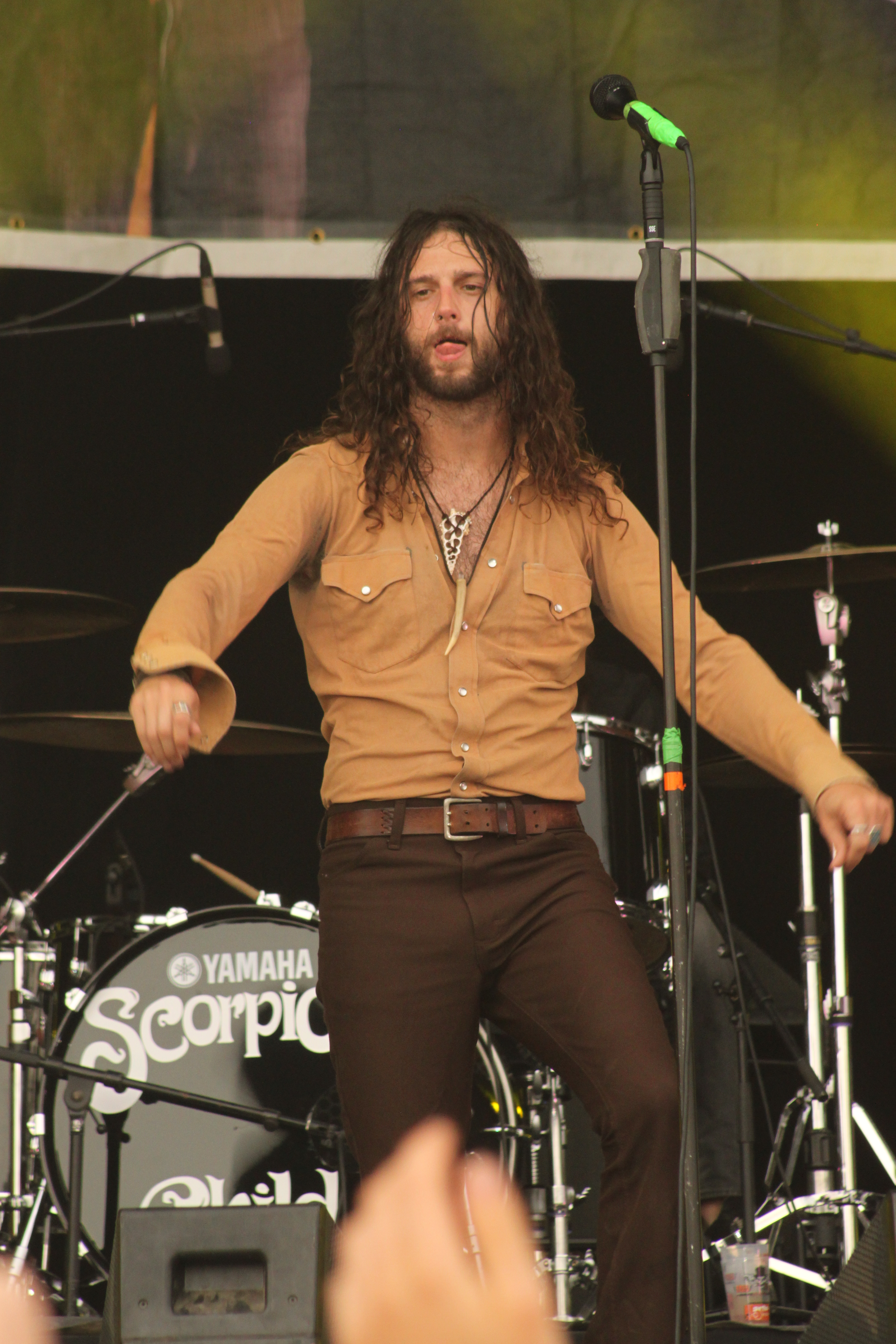
Aryn Jonathan Black
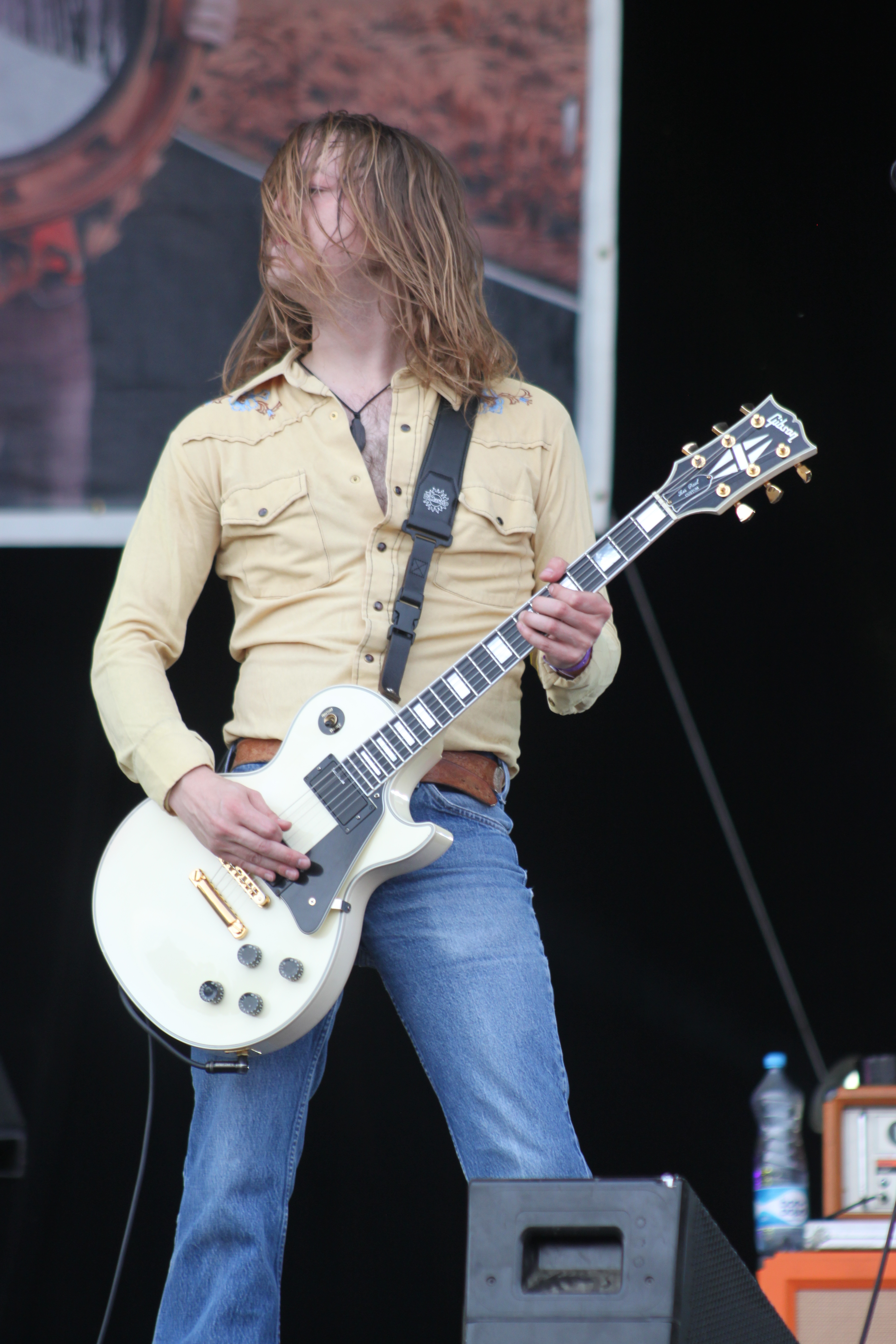
Christopher Jay Cowart
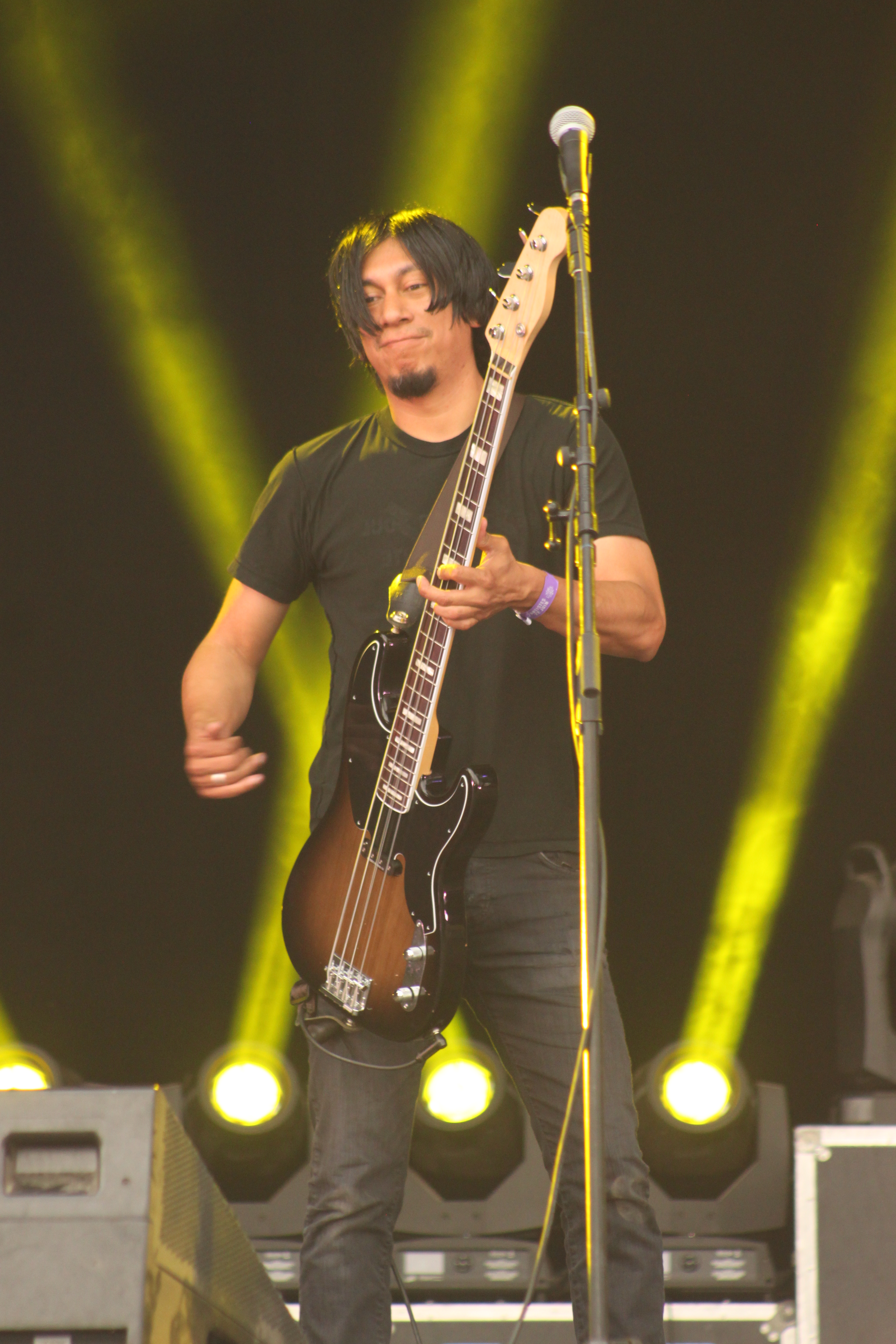
Alec Padron
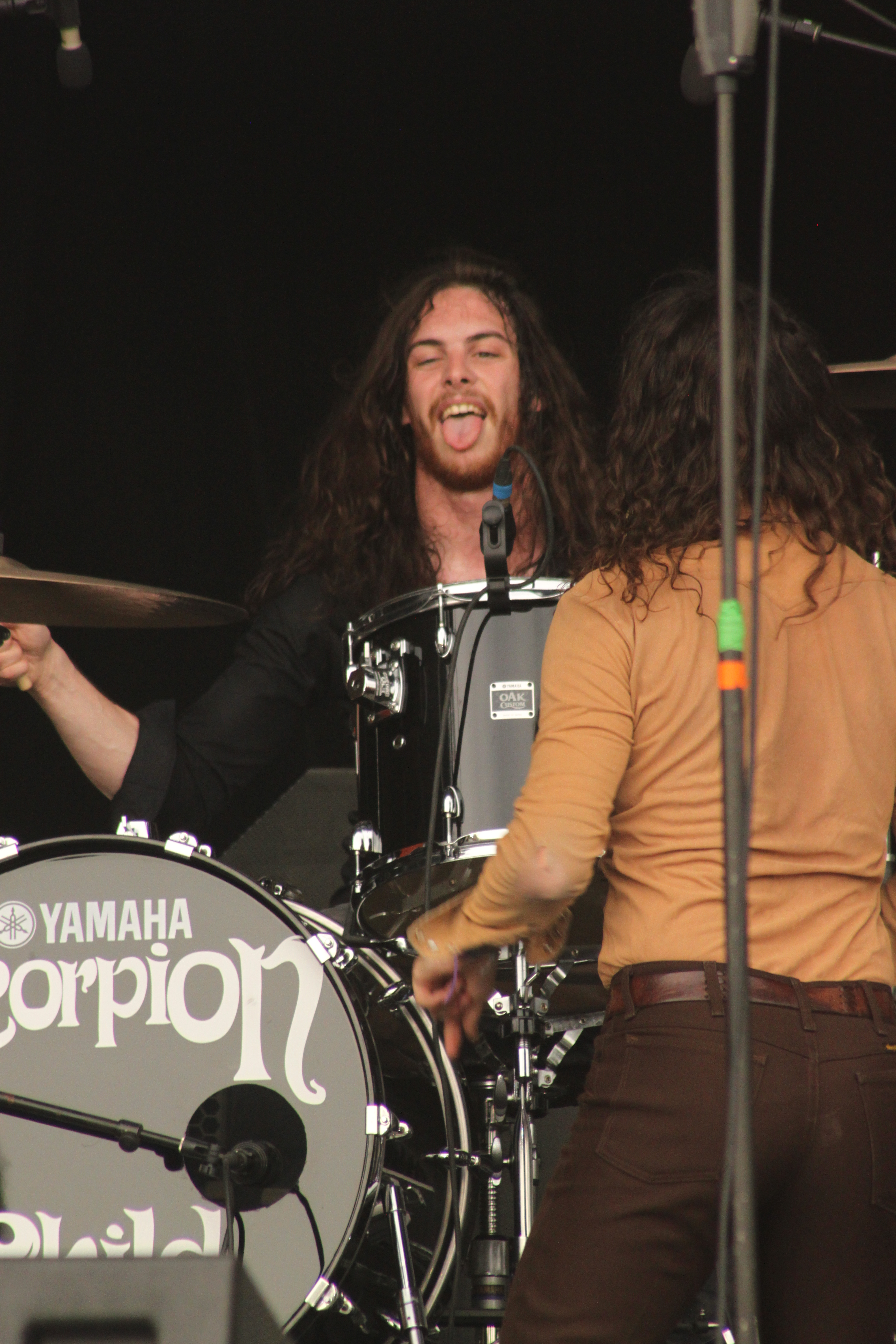
Jon Rice

## Discografía

### Estudio
- Scorpion Child (2013)
- Acid Roulette (2016)

### Sencillos
- Livin with a Witch 7" (2010)
- Polygon of Eyes 7" (2013)

### EP
- Thy Southern Sting (2009)